# Link Wray (album)
Link Wray je studiové album amerického kytaristy Linka Wraye. Vydáno bylo v roce 1971 společností Polydor Records. Jeho producenty byli Steve Verroca a Ray Vernon (vlastním jménem Vernon Wray). První jmenovaný na albu rovněž hrál na bicí, druhý jmenovaný je Wrayovým bratrem. Na albu se nachází také píseň „Fire and Brimstone“. Její dvě coververze (od Marka Lanegana a Ralpha Stanleyho) byly v roce 2012 použity ve filmu Země bez zákona.

## Seznam skladeb
| Pořadí | Název                         | Autor          | Délka |
| ------ | ----------------------------- | -------------- | ----- |
| 1.     | La De Da                      | Yvonne Verroca | 4:04  |
| 2.     | Take Me Home Jesus            | Yvonne Verroca | 3:21  |
| 3.     | Juke Box Mama                 | Yvonne Verroca | 4:29  |
| 4.     | Rise and Fall of Jimmy Stokes | Yvonne Verroca | 4:02  |
| 5.     | Fallin' Rain                  | Link Wray      | 3:44  |
| 6.     | Fire and Brimstone            | Link Wray      | 4:21  |
| 7.     | Ice People                    | Link Wray      | 3:03  |
| 8.     | God Out West                  | Yvonne Verroca | 3:54  |
| 9.     | Crowbar                       | Link Wray      | 4:48  |
| 10.    | Black River Swamp             | Link Wray      | 3:58  |
| 11.    | Tail Dragger                  | Willie Dixon   | 4:32  |

## Obsazení
- Link Wray – zpěv, kytara, dobro, baskytara
- Billy Hodges – klavír, varhany, doprovodné vokály
- Bobby Howard – mandolína, klavír
- Doug Wray – bicí, perkuse, doprovodné vokály
- Steve Verroca – bicí, perkuse, doprovodné vokály